# 朱有焵
內鄉恭莊王朱有焵（1410年—1464年），明朝周藩第一代內鄉王，周定王朱橚的庶第十三子。

## 生平
宣德二年（1427年），封內鄉王。
天順八年（1464年），朱有焵去世，享年五十五歲，諡號恭莊。庶次子朱子𡍌早卒，朱子𡍌的庶長子朱同𨨣在一年後襲爵。

## 家庭

### 妻
- 楊氏，西城兵馬副指揮楊演女，宣德二年（1427年）冊為內鄉王妃[2]

### 妾
- 周氏，生朱子𡍌[4]

### 子
- 庶次子：鎮國將軍→內鄉懷靖王（追封）朱子𡍌[5]

### 女
- 庶長女：扶溝縣主，儀賓張鎰[6]